# Americká okupace Haiti
Americká okupace Haiti probíhala od 28. července 1915 do 1. srpna 1934 a byla součástí tzv. banánových válek Spojených států amerických, ve kterých americká armáda provedla sérii invazí do několika zemí Latinské Ameriky. Vojenskou invazi nařídil americký prezident Woodrow Wilson po tlaku National City Bank of New York ohledně zabezpečení finančních zájmů USA na Haiti. Impulsem k provedení invaze se stalo zavraždění prezidenta Haiti Vilbruna Guillaumea Sama vzbouřenými mulaty a následný chaos v zemi.
Během vojenské okupace mělo Haiti tři prezidenty, ovšem reálně zemi vojensky spravovala armáda Spojených sáttů amerických a po celou dobu platilo stanné právo. Američané také zavedli robotnický systém nucené práce na velké infrastrukturní projekty, při kterých zemřely tisíce lidí. Američané rovněž zrušili ústavní zákon zakazující zahraniční vlastnictví haitských pozemků, který byl přijat po úspěchu haitské revoluce.
V roce 1933 prezident Herbert Hoover nařídil postupné stahování vojska, což krátce poté stvrdil i jeho nástupce Franklin D. Roosevelt. Okupace skončila v srpnu 1934. Americké zájmy dále v zemi chránily zřízené jednotky haitských četníků, které vycvičili Američané.

## Pozadí
V roce 1804 byla po úspěchu haitské revoluce vyhlášena Haitská republika. Tím došlo k vyhlášení nezávislosti bývalé francouzské kolonie a zrušení otroctví. Nicméně Francie hrozila Haiti válkou, pokud nová vláda nesplatí reparace bývalým vlastníkům za ztrátu „majetku“. Vyměřený dluh Haiti splácelo celé století. Po vytlačení Francie se o vliv na Haiti začaly zajímat Spojené státy americké. Americký prezident Andrew Johnson usiloval v roce 1868 o anexi Hispanioly (včetně Haiti). Na konci 19. století začali Američané na Haiti uplatňovat tzv. politiku dělových člunů, když tlačili na tehdejšího prezidenta Haiti Florvila Hyppolitea, aby USA dlouhodobě pronajal přístav Môle-Saint-Nicolas, kde by vytvořily námořní základnu. Prezident Hyppolite žádost odmítl a vnímal ji spíše jako hrozbu ze strany USA.
Na začátku 20. století haitská ekonomika závisela na hlavním zdroji dovozu, kterým byly právě Spojené státy americké, zatímco hlavní zemí vývozu byla Francie. V roce 1910 se americký prezident William Howard Taft pokoušel na Haiti uplatnit svou tzv. dolarovou diplomacii a usiloval o přivedení amerického kapitálu do země, a to formou dlouhodobých půjček.
V téže době byly Spojené státy americké znepokojeny aktivitami Německého císařství v Karibiku. Německé císařství odmítalo akceptovat Monroeovu doktrínu, kterou si Američané nárokovali monopol na vměšování se do politik států v Latinské Americe. Američané se obávali ohrožení svých investic. Dalším faktorem byla znatelná politická nestabilita na Haiti, které bylo kvůli splácení reparací zadluženo Francii, Spojeným státům a Německému císařství (splátky dluhů činily 80 % ročních příjmů státního rozpočtu). Domácí pnutí bylo hlavně mezi menšinou bohatých francouzsky mluvících mulatů a většinou chudých černochů mluvících haitskou kreolštinou. Vznikala řada lidových milicí (tzv. cacos), které se pokoušely o státní převrat. Tyto skupiny byly často financovány jinými státy, které usilovaly o vliv v zemi. Americký prezident Woodrow Wilson viděl rostoucí problémy na Haiti jako ohrožení národní bezpečnosti USA. 
Po roce 1910 byly Spojené státy americké hlavním obchodním partnerem Haiti. Nestabilita v zemi vedla řadu finančníků, kteří měli v zemi své investice, k tlaku na prezidenta USA, aby na Haiti provedl vojenskou intervenci. Prezident banky National City Bank of New York Frank A. Vanderlip v téže době připravil plán převzetí bankovnictví na Haiti coby expanzi svého podniku. Mezi lety 1910 a 1911 se americká vláda postavila za konsorcium amerických firem vedených National City Bank of New York pro akvizici tehdy francouzské Banque Nationale d'Haïti a vytvoření nové Banque de la République d'Haïti. Tak se dostala haitská národní banka pod vliv Američanů. Francouzi nadále v bance drželi podíl. Následně svou roli sehrál viceprezident National City Bank of New York Roger Leslie Farnham, který usilovně lobboval u americké vlády za intervenci na Haiti. Farnham zveličoval vliv Francie a Německa na Haiti a neustále podsouval ohrožení amerických investic kvůli politické nestabilitě v zemi. Farnham své lobbování ještě zesílil v roce 1914, po vypuknutí první světové války v Evropě, která oslabila vliv Francie na Haiti. Farnham tušil příležitost pro plné převzetí národní banky Haiti. Proti americkému převzetí se ale postavila haitská vláda. National City Bank of New York poté financovala povstalecké skupiny s cílem vyvolat nepokoje, aby mohly USA intervenovat.
V lednu 1914 byl takto svržen prezident Haiti Michel Oreste. Vlády se chopil generál Oreste Zamor. Na konci ledna se v reakci na puč v Port-au-Prince vylodila jednotka amerických mariňáků, aby bránila americké občany a majetky. National City Bank of New York vytušila příležitost a tlačila na americkou vládu k provedení rozsáhlejší invaze. Později v roce 1914 mariňáci v tajné operaci zabavili zlatou rezervu v tehdejší hodnotě 500 tisíc dolarů, naložili ji na loď USS Machias a převezli do National City Bank of New York. Důvodem měla být obava z neschopnosti Haiti splácet dluh.
Oreste Zamor vládl jen osm měsíců, než byl v říjnu 1914 svržen dalším pučistou Josephem Davilmarem Théodorem. Ten ovšem nedokázal dodržet finanční závazek, který dal svým žoldnérům a sám podal demisi již v únoru 1915, a to ve prospěch nového prezidenta Vilbruna Guillaumea Sama. 

## Průběh okupace

### Zahájení invaze (1915)

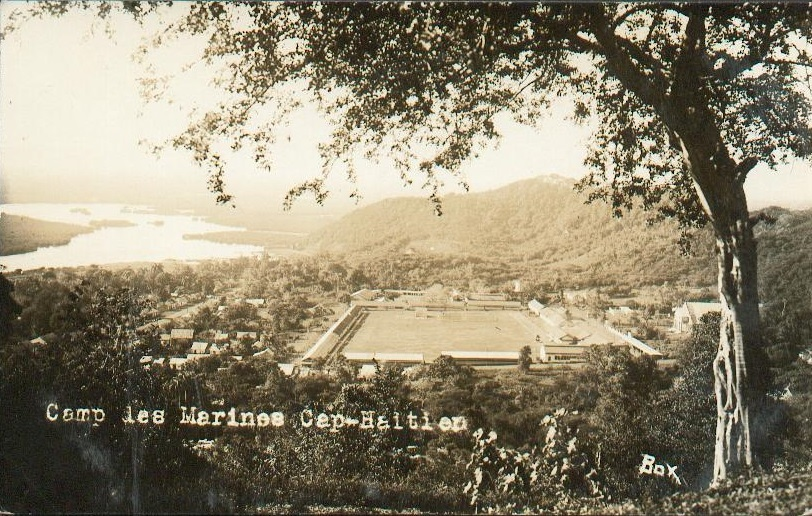
Základna amerických mariňáků v Cap-Haïtien

Vilbrun Guillaume Sam zavedl represivní režim, který vyvrcholil v červencovém nařízení z roku 1915, ve kterém odsoudil 167 politických vězňů, včetně bývalého prezidenta Zamora, k trestu smrti. Proti tomuto nařízení se vzbouřili mulati. Vilbrun Guillaume Sam hledal azyl na francouzské ambasádě, ale byl vyvlečen davem a ubit k smrti. USA situaci vyhodnotily jako povstání proti americkým zájmům (v ohrožení podle nich například byly obchody Haitian American Sugar Company). Poté, co se prezidentem stal vůdce povstalců (cacos) Rosalvo Bobo, USA se odhodlaly k vojenské invazi.
V červenci 1915 prezident Woodrow Wilson nařídil vylodění 340 mariňáků v Port-au-Prince. Invazi velel admirál William Banks Caperton. Američané se nesetkali s takřka žádným odporem. Cílem invaze bylo ochránit americké obchodní zájmy a prezident Wilson také chtěl přepsat haitskou ústavu, aby bylo zaručeno právo Američanů vlastnit na Haiti majetky. Oficiálně ovšem americká vláda invazi označila za „opatření k zajištění míru a pořádku, které nijak nesouviselo s jinými diplomatickými vztahy mezi Haiti a USA“.
Během okupace Američané dosadili do prezidentského úřadu Philippea Sudrého Dartiguenavea, politika  z řad bohatých mulatů, který byl ochoten vycházet americkým zájmům vstříc. Američané poté dosadili do dalších vlivných funkcí movité mulaty. V začátku okupace Američané převzali kontrolu nad celními úřady, národní bankou a státním rozpočtem. Američané nastavili rozpočet tak, aby 40 % výdajů šlo na splácení dluhu pro americké a francouzské banky. V září 1915 byla podepsána Haitsko-americká úmluva, která udělovala Spojeným státům kontrolu nad haitským finančnictvím na období deseti let. Formálně nadále pokračovala haitská vláda, nicméně Spojené státy americké měly veto na jakékoliv rozhodování a získaly pravomoc udělovat státní funkce vybraným osobám. Současně byli pod velení amerického námořnicvta podřízeni haitští četníci. Četnictvu velel major Smedley Butler. Postupně se na Haiti vylodilo 2500 mariňáků a bylo postaveno letiště pro tři letadla.

### První válka s cacos (1915)

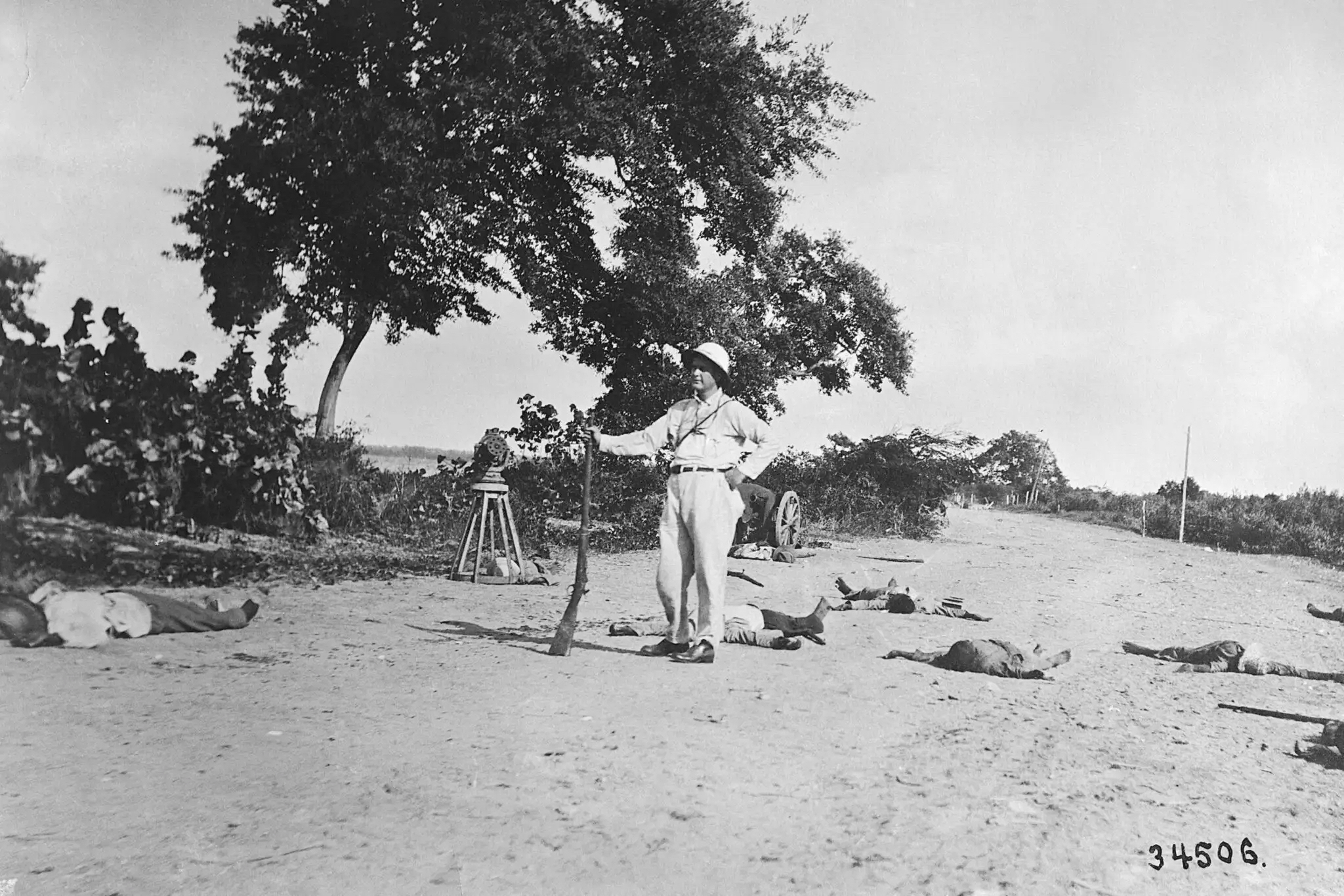
Američan pózuje s pobitými haitskými povstalci (říjen 1915)

Američané na Haiti zavedli robotnický systém nucených prací, což vedlo k povstání, jelikož se Haiťané domnívali, že se vrací do dob otroctví. Povstalci (známí jako cacos) zahájili partyzánskou válku, kterou se mariňáci rozhodli nekompromisně potlačit. V listopadu 1915 proběhla bitva u Fort Rivière, ve které padlo 50 povstalců, což znamenalo konec povstání. Americké straně velel Smedley Butler, který byl za své velení vyznamenán.
V roce 1916 Američané předložili haitskému parlamentu novou ústavu, kterou ale parlament odmítl. Američané poté nařídili prezidentovi Dartiguenavemu vzpurný parlament rozpustit a vyhlásit nové volby, které proběhly pod kontrolou mariňáků. Američany navržená ústava vznikla pod dohledem Franklina D. Roosevelta, který tehdy sloužil u námořnictva. V roce 1918 se konalo referendum ke schválení ústavy, kterého se ale účastnilo jen 5 % populace. Ústava byla přijata 99,2 % hlasů. Ústava výslovně umožnila Američanům vlastnit pozemky a majetky na Haiti, což dříve nebylo legální.

### Druhá válka s cacos (1918–1920)

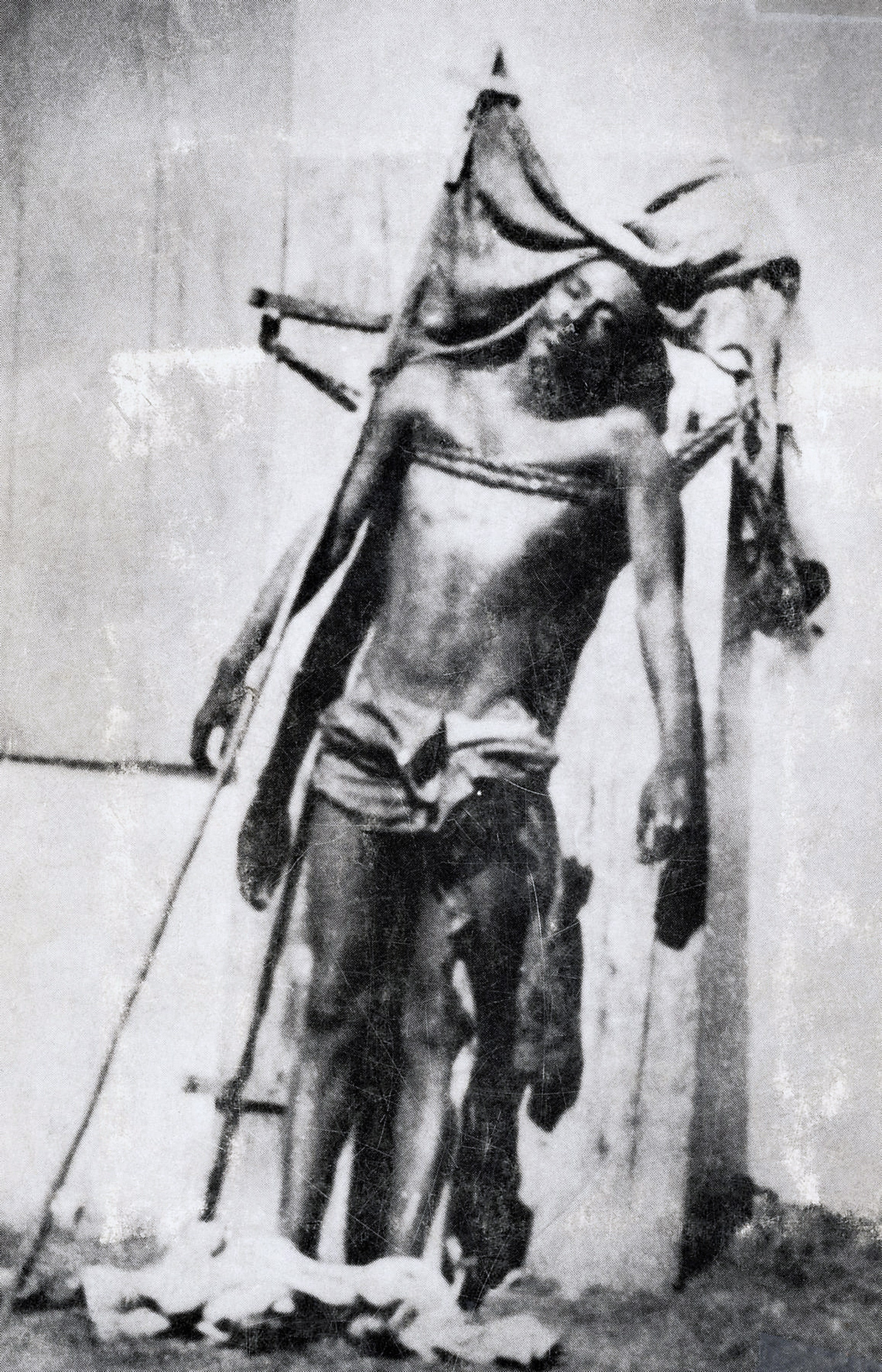
Zabitý vůdce povstalců Charlemagne Péralte na fotografii rozesílané Haiťanům (listopad 1919)

Po přijetí ústavy se zvedla druhá vlna odporu. Důstojník rozpuštěné haitské armády Charlemagne Péralte shromáždil vzbouřence o síle 40 tisíc mužů. Vzbouřenci dokázali zatlačit haitské četníky, ale po nasazení mariňáků do bojů začali prohrávat. V říjnu 1919 Charlemagne Péralte zaútočil na Port-au-Prince. Jeho jednotka o zhruba 200 mužích byla vyzbrojena sečnými zbraněmi, zatímco mariňáci palnými zbraněmi, což vedlo k relativně rychlé porážce vzbouřenců. Péralte na severu Haiti vyhlásil prozatímní vládu, nicméně již v listopadu 1919 byl zrazen jedním ze svých mužů, který do jeho tábora přivedl v utajení mariňáky, kteří Péraltea zavraždili. Mariňáci poté rozesílali fotografie mrtvého Péralta, aby mezi obyvatelstvem potlačili bojového ducha. Velení vzbouřenců převzal Benoît Batraville. V dubnu 1920 byla jeho jednotka přepadena a on sám byl smrtelně raněn. Tím skončila druhá válka s cacos

### Pokračování okupace (1921–1934)
V roce 1922 byl novým prezidentem Haiti dosazen Louis Borno, přičemž zemi řídil spíše americký generál John H. Russell, Jr. V srpnu 1922 byla dokončena akvizice haitské národní banky americkou bankou National City Bank of New York a její sídlo bylo přesunuto do New Yorku.
Roku 1929 vypukly nové nepokoje, přičemž Haiťané požadovali svobodné volby. V prosinci 1929 celkem 1500 Haiťanů v Les Cayes poklidně protestovalo proti špatné ekonomické situaci v zemi, když byla jejich demonstrace přerušena palbou mariňáků. Při masakru bylo zabito okolo dvaceti Haiťanů a dalších padesát bylo zraněno. To vyvolalo vlnu mezinárodního odsouzení vůči okupaci USA. Nový americký prezident Herbert Hoover nařídil vyšetřování a začal být skeptický k přínosům okupace. Po vyšetřování byl prezident Borno donucen podat demisi a Američané za jeho prozatímního nástupce vybrali bankéře Louise Eugènea Roye. V roce 1930 se konaly svobodné volby, do kterých nesměli mariňáci zasáhnout. Výsledkem bylo zvolení haitského nacionalisty Sténia Vincenta. Jeho nacionální administrativa byla v neustálém napětí s americkou okupační silou.
V roce 1933 byl americkým prezidentem zvolen Franklin D. Roosevelt, který se v roce 1918 podílel na nové ústavě Haiti. V době svého prezidentství ovšem začal zastávat tzv. politiku dobrého sousedství. V srpnu 1933 tak došlo na podepsání dohody o ukončení okupace. Vojska se postupně stahovala až do srpna 1934.